# Precis tukuoa
Precis tukuoa är en fjärilsart som beskrevs av Hans Daniel Johan Wallengren 1857. Precis tukuoa ingår i släktet Precis och familjen praktfjärilar. Inga underarter finns listade i Catalogue of Life.